# 安德文讷
安德文讷是德国下萨克森州的一个市镇。总面积19.68平方公里，总人口918人，其中男性465人，女性453人（2011年12月31日），人口密度47人/平方公里。